# Ichneumon posticus
Ichneumon posticus är en stekelart som beskrevs av Geoffroy 1785. Ichneumon posticus ingår i släktet Ichneumon och familjen brokparasitsteklar. Inga underarter finns listade i Catalogue of Life.